# قائمة إصدارات الطوابع البريدية في رأس الخيمة (1964)
أدارت المملكة المتحدة العلاقات الخارجية لإمارات الساحل المتصالح نتيجة لمعاهدة «الاتفاقية الحصرية» لعام 1892، بما في ذلك إدارة البريد والبرق - حيث تكن هذه الإمارات منتمية للاتحاد البريدي العالمي. افتتحت حكومة الهند أول مكتب بريد في دبي في عام 1941. وفي عام 1948، وتولت إدارته وتشغيله الوكالات البريدية البريطانية في شرق شبه الجزيرة العربية، وهي شركة تابعة لمكتب البريد العام. كانت الطوابع في ذلك الوقت عبارة عن طوابع بريطانية مقابل رسوم إضافية بقيمة الروبية، حتى عام 1959، حيث أصدرت مجموعة من طوابع بريدية تحمل اسم «الإمارات المتصالحة» من دبي.
في عام 1963، تنازلت المملكة المتحدة عن مسؤوليتها عن الأنظمة البريدية في الإمارات المتصالحة إلى حكام الإمارات المتصالحة. لذا أصدرت إمارة رأس الخيمة أول طوابعها البريدية في سنة 1964.
الكثير من الطوابع التي أصدرت في إمارة رأس الخيمة تصنف ضمن طوابع الكثبان الرملية. طبعت هذه الطوابع بكثرة في الستينيات وأوائل السبعينيات من القرن الماضي، وتكاد تكون عديمة القيمة اليوم.
وجد فينبار كيني وهو رجل أعمال أمريكي ومن هواة جمع الطوابع الفرصة لإنشاء عدد من الإصدارات من الطوابع التي تستهدف سوق جامعي الطوابع المربح. وقد أبرم في عام 1964 اتفاقات مع إمارات الخليج العربي لإصدار طوابع، ومن بينها إمارة رأس الخيمة. حملت هذه الطوابع مصورا ذات ألوان وأشكال صارخة وليس لها صلة فعلية بالإمارات.
كان بيع الطوابع البريدية لفترة قصيرة تجارة مربحة للإمارات، حيث كان لمعظم الإمارات القليل من مصادر الدخل، باستثناء إمارة أبو ظبي، التي توفر فيها إنتاج النفط منذ عام 1965. ومع ذلك، انخفضت الإيرادات التي تصل إلى 70 ألف جنيه إسترليني للإمارات الأفقر إلى 30 ألف جنيه إسترليني مع التشبع الحتمي للسوق. شكل بيع الطوابع بحلول عام 1966 المصدر الرئيسي لدخل الإمارات المتصالحة الشمالية.
أدى انتشارها في النهاية إلى تقليل قيمتها، ولهذا السبب، فإن العديد من الكتالوجات الشعبية اليوم لا تدرجها حتى.
اتهم فينبار كيني بالتورط في قضية رشوة في الولايات المتحدة بسبب تعاملاته مع حكومة جزر كوك. انتهت ترتيبات فينبار كيني عندما توحدت الإمارات العربية المتحدة في ديسمبر 1971.
وهذه قائمة بإصدارات الطوابع البريدية في إمارة رأس الخيمة لعام 1964م وقد أُصدِرت ثمانية طوابع لبعض الرموز الوطنية لدولة الإمارات العربية المتحدة:
| # | تاريخ الإصدار  | الوصف                                                                         | الصورة | القيمة                | الأبعاد     |
| - | -------------- | ----------------------------------------------------------------------------- | ------ | --------------------- | ----------- |
| 1 | 21 ديسمبر 1964 | طابع يحمل صورة حاكم إمارة رأس الخيمة الشيخ محمد بن صقر القاسمي                |        | خمسة بيزات هندية      | غير معروف   |
| 2 | 21 ديسمبر 1964 | طابع يحمل صورة حاكم إمارة رأس الخيمة الشيخ محمد بن صقر القاسمي                |        | خمسة عشر بيزة هندية   | غير معروف   |
| 3 | 21 ديسمبر 1964 | طابع بلون أصفر برتقالي يحتوي على صورة لسبع نخلات                              |        | ثلاثون بيزة هندية     | غير معروف   |
| 4 | 21 ديسمبر 1964 | طابع بلون أزرق فاتح يحتوي على صورة لسبع نخلات                                 |        | أربعون بيزة هندية     | غير معروف   |
| 5 | 21 ديسمبر 1964 | طابع بلون بني يحتوي على صورة لسبع نخلات                                       |        | خمس وسبعون بيزة هندية | غير معروف   |
| 6 | 21 ديسمبر 1964 | طابع بلون أخضر فاتح يحتوي على صورة للسفينة الشراعية العربية التقليدية الدهو   |        | روبية واحدة           | 40 * 24 ملم |
| 7 | 21 ديسمبر 1964 | طابع بلون أزرق بنفسجي يحتوي على صورة للسفينة الشراعية العربية التقليدية الدهو |        | روبيتان               | 40 * 24 ملم |
| 8 | 21 ديسمبر 1964 | طابع بلون رمادي مُزرق يحتوي على صورة للسفينة الشراعية العربية التقليدية الدهو  |        | خمس روبيات            | 40 * 24 ملم |